# Mistrovství světa v rychlobruslení ve víceboji mužů
Mistrovství světa v rychlobruslení ve víceboji mužů je pořádáno Mezinárodní bruslařskou unií každoročně od roku 1893 s výjimkou válečných let. Neoficiální šampionáty se uskutečnily v letech 1889–1891, 1940 a 1946. Do roku 1995 se mužské mistrovství konalo nezávisle na ženském, od roku 1996 se pořádají společné šampionáty.

## Historie

### Tratě
- V roce 1889 se závodilo na třech tratích: ½ míle (805 m) – 1 míle (1609 m) – 2 míle (3219 m).
- V letech 1890–1892 se závodilo na čtyřech tratích: ½ míle (805 m) – 1 míle (1609 m) – 2 míle (3219 m) – 5 mil (8047 m).
- Od roku 1893 se závodí na čtyřech tratích: 500 m – 1500 m – 5000 m – 10 000 m (tzv. velký čtyřboj).

### Hodnocení
- V roce 1889 se mistrem světa stal bruslař, který vyhrál všechny tři závody. Pokud toho nikdo nedosáhl, nebyl titul nikomu udělen. Druhé a třetí místo se neudělovalo.
- V letech 1890–1907 se mistrem světa stal bruslař, který vyhrál nejméně tři ze čtyř závodů. Pokud toho nikdo nedosáhl, nebyl titul nikomu udělen. Druhé a třetí místo se neudělovalo.
- V letech 1908–1925 byl používán bodovací systém (1 bod za první místo v závodě, 2 body za druhé místo, atd.). Celkový součet seřazený od nejmenšího počtu bodů vytvořil celkové pořadí bruslařů. Pravidlo, že závodník, který vyhraje nejméně tři závody, se automaticky stane mistrem světa, stále platilo a mohlo tak přebít počet bodů.
- V letech 1926–1927 byl použit bodovací systém, kdy z každého závodu měl bruslař procentuální body vypočítané z jeho dosaženého času a tehdejšího světového rekordu. Seřazení dle počtu bodů od nejmenšího a pravidlo tří vyhraných závodů platilo jako v minulých letech.
- Od roku 1928 je používán bodovací systém samalog. Do roku 1986 včetně nicméně stále platilo pravidlo tří vyhraných závodů, které přebíjelo bodování. V roce 1983 tak titul šampiona získal Rolf Falk-Larssen, který měl v celkovém součtu vyšší počet bodů, než stříbrný Tomas Gustafson.

## Medailisté

### Neoficiální šampionáty
| Rok  | Místo     | Zlato                        | Stříbro                      | Bronz                        |
| ---- | --------- | ---------------------------- | ---------------------------- | ---------------------------- |
| 1889 | Amsterdam | neuděleno                    | neuděleno                    | neuděleno                    |
| 1890 | Amsterdam | neuděleno                    | neuděleno                    | neuděleno                    |
| 1891 | Amsterdam | Joe Donoghue                 | neuděleno                    | neuděleno                    |
| 1892 | Amsterdam | Zrušeno kvůli špatnému ledu. | Zrušeno kvůli špatnému ledu. | Zrušeno kvůli špatnému ledu. |
| 1940 | Oslo      | Alfons Bērziņš               | Harry Haraldsen              | Charles Mathiesen            |
| 1946 | Oslo      | Odd Lundberg                 | Göthe Hedlund                | Charles Mathiesen            |

### Oficiální šampionáty
| Rok                                                                 | Místo                                                    | Zlato                                                    | Stříbro                                                  | Bronz                                                    |
| ------------------------------------------------------------------- | -------------------------------------------------------- | -------------------------------------------------------- | -------------------------------------------------------- | -------------------------------------------------------- |
| 1893                                                                | Amsterdam                                                | Jaap Eden                                                | neuděleno                                                | neuděleno                                                |
| 1894                                                                | Stockholm                                                | neuděleno                                                | neuděleno                                                | neuděleno                                                |
| 1895                                                                | Hamar                                                    | Jaap Eden                                                | neuděleno                                                | neuděleno                                                |
| 1896                                                                | Petrohrad                                                | Jaap Eden                                                | neuděleno                                                | neuděleno                                                |
| 1897                                                                | Montréal                                                 | Jack McCulloch                                           | neuděleno                                                | neuděleno                                                |
| 1898                                                                | Davos                                                    | Peder Østlund                                            | neuděleno                                                | neuděleno                                                |
| 1899                                                                | Berlín                                                   | Peder Østlund                                            | neuděleno                                                | neuděleno                                                |
| 1900                                                                | Kristiania                                               | Edvard Engelsaas                                         | neuděleno                                                | neuděleno                                                |
| 1901                                                                | Stockholm                                                | Franz Fredrik Wathén                                     | neuděleno                                                | neuděleno                                                |
| 1902                                                                | Helsinky                                                 | neuděleno                                                | neuděleno                                                | neuděleno                                                |
| 1903                                                                | Petrohrad                                                | neuděleno                                                | neuděleno                                                | neuděleno                                                |
| 1904                                                                | Kristiania                                               | Sigurd Mathisen                                          | neuděleno                                                | neuděleno                                                |
| 1905                                                                | Groningen                                                | Coen de Koning                                           | neuděleno                                                | neuděleno                                                |
| 1906                                                                | Helsinky                                                 | neuděleno                                                | neuděleno                                                | neuděleno                                                |
| 1907                                                                | Trondhjem                                                | neuděleno                                                | neuděleno                                                | neuděleno                                                |
| 1908                                                                | Davos                                                    | Oscar Mathisen                                           | Martin Sæterhaug                                         | Moje Öholm                                               |
| 1909                                                                | Kristiania                                               | Oscar Mathisen                                           | Oluf Steen                                               | Otto Andersson                                           |
| 1910                                                                | Helsinky                                                 | Nikolaj Strunnikov                                       | Oscar Mathisen                                           | Martin Sæterhaug                                         |
| 1911                                                                | Trondhjem                                                | Nikolaj Strunnikov                                       | Martin Sæterhaug                                         | Henning Olsen                                            |
| 1912                                                                | Kristiania                                               | Oscar Mathisen                                           | Gunnar Strömstén                                         | Trygve Lundgren                                          |
| 1913                                                                | Helsinky                                                 | Oscar Mathisen                                           | Vasilij Ippolitov                                        | Nikita Najďonov                                          |
| 1914                                                                | Kristiania                                               | Oscar Mathisen                                           | Vasilij Ippolitov                                        | Wäinö Wickström                                          |
| 1915                                                                | Mistrovství světa se nekonalo kvůli první světové válce. | Mistrovství světa se nekonalo kvůli první světové válce. | Mistrovství světa se nekonalo kvůli první světové válce. | Mistrovství světa se nekonalo kvůli první světové válce. |
| 1916                                                                | Mistrovství světa se nekonalo kvůli první světové válce. | Mistrovství světa se nekonalo kvůli první světové válce. | Mistrovství světa se nekonalo kvůli první světové válce. | Mistrovství světa se nekonalo kvůli první světové válce. |
| 1917                                                                | Mistrovství světa se nekonalo kvůli první světové válce. | Mistrovství světa se nekonalo kvůli první světové válce. | Mistrovství světa se nekonalo kvůli první světové válce. | Mistrovství světa se nekonalo kvůli první světové válce. |
| 1918                                                                | Mistrovství světa se nekonalo kvůli první světové válce. | Mistrovství světa se nekonalo kvůli první světové válce. | Mistrovství světa se nekonalo kvůli první světové válce. | Mistrovství světa se nekonalo kvůli první světové válce. |
| 1919                                                                | Mistrovství světa se nekonalo kvůli první světové válce. | Mistrovství světa se nekonalo kvůli první světové válce. | Mistrovství světa se nekonalo kvůli první světové válce. | Mistrovství světa se nekonalo kvůli první světové válce. |
| 1920                                                                | Mistrovství světa se nekonalo kvůli první světové válce. | Mistrovství světa se nekonalo kvůli první světové válce. | Mistrovství světa se nekonalo kvůli první světové válce. | Mistrovství světa se nekonalo kvůli první světové válce. |
| 1921                                                                | Mistrovství světa se nekonalo kvůli první světové válce. | Mistrovství světa se nekonalo kvůli první světové válce. | Mistrovství světa se nekonalo kvůli první světové válce. | Mistrovství světa se nekonalo kvůli první světové válce. |
| 1922                                                                | Kristiania                                               | Harald Strøm                                             | Roald Larsen                                             | Clas Thunberg                                            |
| 1923                                                                | Stockholm                                                | Clas Thunberg                                            | Harald Strøm                                             | Jakov Melnikov                                           |
| 1924                                                                | Helsinky                                                 | Roald Larsen                                             | Uuno Pietilä                                             | Julius Skutnabb                                          |
| 1925                                                                | Oslo                                                     | Clas Thunberg                                            | Uuno Pietilä                                             | Roald Larsen                                             |
| 1926                                                                | Trondhjem                                                | Ivar Ballangrud                                          | Roald Larsen                                             | Bernt Evensen                                            |
| 1927                                                                | Tampere                                                  | Bernt Evensen                                            | Clas Thunberg                                            | Armand Carlsen                                           |
| 1928                                                                | Davos                                                    | Clas Thunberg                                            | Ivar Ballangrud                                          | Bernt Evensen                                            |
| 1929                                                                | Oslo                                                     | Clas Thunberg                                            | Ivar Ballangrud                                          | Michael Staksrud                                         |
| 1930                                                                | Oslo                                                     | Michael Staksrud                                         | Ivar Ballangrud                                          | Dolph van der Scheer                                     |
| 1931                                                                | Helsinky                                                 | Clas Thunberg                                            | Bernt Evensen                                            | Ivar Ballangrud                                          |
| 1932                                                                | Lake Placid                                              | Ivar Ballangrud                                          | Michael Staksrud                                         | Bernt Evensen                                            |
| 1933                                                                | Trondheim                                                | Hans Engnestangen                                        | Michael Staksrud                                         | Ivar Ballangrud                                          |
| 1934                                                                | Helsinky                                                 | Bernt Evensen                                            | Birger Wasenius                                          | Ivar Ballangrud                                          |
| 1935                                                                | Oslo                                                     | Michael Staksrud                                         | Ivar Ballangrud                                          | Hans Engnestangen                                        |
| 1936                                                                | Davos                                                    | Ivar Ballangrud                                          | Birger Wasenius                                          | Eddie Schroeder                                          |
| 1937                                                                | Oslo                                                     | Michael Staksrud                                         | Birger Wasenius                                          | Max Stiepl                                               |
| 1938                                                                | Davos                                                    | Ivar Ballangrud                                          | Karl Wazulek                                             | Charles Mathiesen                                        |
| 1939                                                                | Helsinky                                                 | Birger Wasenius                                          | Alfons Bērziņš                                           | Charles Mathiesen                                        |
| 1940                                                                | Mistrovství světa se nekonalo kvůli druhé světové válce. | Mistrovství světa se nekonalo kvůli druhé světové válce. | Mistrovství světa se nekonalo kvůli druhé světové válce. | Mistrovství světa se nekonalo kvůli druhé světové válce. |
| 1941                                                                | Mistrovství světa se nekonalo kvůli druhé světové válce. | Mistrovství světa se nekonalo kvůli druhé světové válce. | Mistrovství světa se nekonalo kvůli druhé světové válce. | Mistrovství světa se nekonalo kvůli druhé světové válce. |
| 1942                                                                | Mistrovství světa se nekonalo kvůli druhé světové válce. | Mistrovství světa se nekonalo kvůli druhé světové válce. | Mistrovství světa se nekonalo kvůli druhé světové válce. | Mistrovství světa se nekonalo kvůli druhé světové válce. |
| 1943                                                                | Mistrovství světa se nekonalo kvůli druhé světové válce. | Mistrovství světa se nekonalo kvůli druhé světové válce. | Mistrovství světa se nekonalo kvůli druhé světové válce. | Mistrovství světa se nekonalo kvůli druhé světové válce. |
| 1944                                                                | Mistrovství světa se nekonalo kvůli druhé světové válce. | Mistrovství světa se nekonalo kvůli druhé světové válce. | Mistrovství světa se nekonalo kvůli druhé světové válce. | Mistrovství světa se nekonalo kvůli druhé světové válce. |
| 1945                                                                | Mistrovství světa se nekonalo kvůli druhé světové válce. | Mistrovství světa se nekonalo kvůli druhé světové válce. | Mistrovství světa se nekonalo kvůli druhé světové válce. | Mistrovství světa se nekonalo kvůli druhé světové válce. |
| 1946                                                                | Mistrovství světa se nekonalo kvůli druhé světové válce. | Mistrovství světa se nekonalo kvůli druhé světové válce. | Mistrovství světa se nekonalo kvůli druhé světové válce. | Mistrovství světa se nekonalo kvůli druhé světové válce. |
| 1947                                                                | Oslo                                                     | Lassi Parkkinen                                          | Sverre Farstad                                           | Åke Seyffarth                                            |
| 1948                                                                | Helsinky                                                 | Odd Lundberg                                             | Johnny Werket                                            | Henry Wahl                                               |
| 1949                                                                | Oslo                                                     | Kornél Pajor                                             | Kees Broekman                                            | Odd Lundberg                                             |
| 1950                                                                | Eskilstuna                                               | Hjalmar Andersen                                         | Odd Lundberg                                             | Johnny Werket                                            |
| 1951                                                                | Davos                                                    | Hjalmar Andersen                                         | Johnny Cronshey                                          | Kornél Pajor                                             |
| 1952                                                                | Hamar                                                    | Hjalmar Andersen                                         | Lassi Parkkinen                                          | Ivar Martinsen                                           |
| 1953                                                                | Helsinky                                                 | Oleg Gončarenko                                          | Boris Šilkov                                             | Wim van der Voort                                        |
| 1954                                                                | Sapporo                                                  | Boris Šilkov                                             | Oleg Gončarenko                                          | Jevgenij Grišin                                          |
| 1955                                                                | Moskva                                                   | Sigvard Ericsson                                         | Oleg Gončarenko                                          | Boris Šilkov                                             |
| 1956                                                                | Oslo                                                     | Oleg Gončarenko                                          | Robert Merkulov                                          | Jevgenij Grišin                                          |
| 1957                                                                | Östersund                                                | Knut Johannesen                                          | Boris Šilkov                                             | Boris Cybin                                              |
| 1958                                                                | Helsinky                                                 | Oleg Gončarenko                                          | Vladimir Šilykovskij                                     | Roald Aas                                                |
| 1959                                                                | Oslo                                                     | Juhani Järvinen                                          | Toivo Salonen                                            | Robert Merkulov                                          |
| 1960                                                                | Davos                                                    | Boris Stenin                                             | André Kouprianoff                                        | Helmut Kuhnert                                           |
| 1961                                                                | Göteborg                                                 | Henk van der Grift                                       | Viktor Kosičkin                                          | Rudie Liebrechts                                         |
| 1962                                                                | Moskva                                                   | Viktor Kosičkin                                          | Henk van der Grift                                       | Ivar Nilsson                                             |
| 1963                                                                | Karuizawa                                                | Jonny Nilsson                                            | Knut Johannesen                                          | Nils Aaness                                              |
| 1964                                                                | Helsinky                                                 | Knut Johannesen                                          | Viktor Kosičkin                                          | Rudie Liebrechts                                         |
| 1965                                                                | Oslo                                                     | Per Ivar Moe                                             | Jouko Launonen                                           | Ard Schenk                                               |
| 1966                                                                | Göteborg                                                 | Kees Verkerk                                             | Ard Schenk                                               | Jonny Nilsson                                            |
| 1967                                                                | Oslo                                                     | Kees Verkerk                                             | Ard Schenk                                               | Fred Anton Maier                                         |
| 1968                                                                | Göteborg                                                 | Fred Anton Maier                                         | Magne Thomassen                                          | Ard Schenk                                               |
| 1969                                                                | Deventer                                                 | Dag Fornæss                                              | Göran Claeson                                            | Kees Verkerk                                             |
| 1970                                                                | Oslo                                                     | Ard Schenk                                               | Magne Thomassen                                          | Kees Verkerk                                             |
| 1971                                                                | Göteborg                                                 | Ard Schenk                                               | Göran Claeson                                            | Kees Verkerk                                             |
| 1972                                                                | Oslo                                                     | Ard Schenk                                               | Roar Grønvold                                            | Jan Bols                                                 |
| 1973                                                                | Deventer                                                 | Göran Claeson                                            | Sten Stensen                                             | Piet Kleine                                              |
| 1974                                                                | Inzell                                                   | Sten Stensen                                             | Harm Kuipers                                             | Göran Claeson                                            |
| 1975                                                                | Oslo                                                     | Harm Kuipers                                             | Vladimir Ivanov                                          | Jurij Kondakov                                           |
| 1976                                                                | Heerenveen                                               | Piet Kleine                                              | Sten Stensen                                             | Hans van Helden                                          |
| 1977                                                                | Heerenveen                                               | Eric Heiden                                              | Jan Egil Storholt                                        | Sten Stensen                                             |
| 1978                                                                | Göteborg                                                 | Eric Heiden                                              | Jan Egil Storholt                                        | Sergej Marčuk                                            |
| 1979                                                                | Oslo                                                     | Eric Heiden                                              | Jan Egil Storholt                                        | Kay Stenshjemmet                                         |
| 1980                                                                | Heerenveen                                               | Hilbert van der Duim                                     | Eric Heiden                                              | Tom Erik Oxholm                                          |
| 1981                                                                | Oslo                                                     | Amund Sjøbrend                                           | Kay Stenshjemmet                                         | Jan Egil Storholt                                        |
| 1982                                                                | Assen                                                    | Hilbert van der Duim                                     | Dmitrij Bočkarjov                                        | Rolf Falk-Larssen                                        |
| 1983                                                                | Oslo                                                     | Rolf Falk-Larssen                                        | Tomas Gustafson                                          | Alexandr Baranov                                         |
| 1984                                                                | Göteborg                                                 | Oleg Božjev                                              | Andreas Ehrig                                            | Hilbert van der Duim                                     |
| 1985                                                                | Hamar                                                    | Hein Vergeer                                             | Oleg Božjev                                              | Hilbert van der Duim                                     |
| 1986                                                                | Inzell                                                   | Hein Vergeer                                             | Oleg Božjev                                              | Viktor Šašerin                                           |
| 1987                                                                | Heerenveen                                               | Nikolaj Guljajev                                         | Oleg Božjev                                              | Michael Hadschieff                                       |
| 1988                                                                | Alma-Ata                                                 | Eric Flaim                                               | Leo Visser                                               | Dave Silk                                                |
| 1989                                                                | Oslo                                                     | Leo Visser                                               | Gerard Kemkers                                           | Geir Karlstad                                            |
| 1990                                                                | Innsbruck                                                | Johann Olav Koss                                         | Ben van der Burg                                         | Bart Veldkamp                                            |
| 1991                                                                | Heerenveen                                               | Johann Olav Koss                                         | Roberto Sighel                                           | Bart Veldkamp                                            |
| 1992                                                                | Calgary                                                  | Roberto Sighel                                           | Falko Zandstra                                           | Johann Olav Koss                                         |
| 1993                                                                | Hamar                                                    | Falko Zandstra                                           | Johann Olav Koss                                         | Rintje Ritsma                                            |
| 1994                                                                | Göteborg                                                 | Johann Olav Koss                                         | Ids Postma                                               | Rintje Ritsma                                            |
| 1995                                                                | Baselga di Piné                                          | Rintje Ritsma                                            | Keidži Širahata                                          | Roberto Sighel                                           |
| 1996                                                                | Inzell                                                   | Rintje Ritsma                                            | Ids Postma                                               | Keidži Širahata                                          |
| 1997                                                                | Nagano                                                   | Ids Postma                                               | Keidži Širahata                                          | Frank Dittrich                                           |
| 1998                                                                | Heerenveen                                               | Ids Postma                                               | Rintje Ritsma                                            | Roberto Sighel                                           |
| 1999                                                                | Hamar                                                    | Rintje Ritsma                                            | Vadim Sajutin                                            | Eskil Ervik                                              |
| 2000                                                                | Milwaukee                                                | Gianni Romme                                             | Ids Postma                                               | Rintje Ritsma                                            |
| 2001                                                                | Budapešť                                                 | Rintje Ritsma                                            | Ids Postma                                               | Bart Veldkamp                                            |
| 2002                                                                | Heerenveen                                               | Jochem Uytdehaage                                        | Dmitrij Šepel                                            | Derek Parra                                              |
| 2003                                                                | Göteborg                                                 | Gianni Romme                                             | Rintje Ritsma                                            | Ids Postma                                               |
| 2004                                                                | Hamar                                                    | Chad Hedrick                                             | Shani Davis                                              | Carl Verheijen                                           |
| 2005                                                                | Moskva                                                   | Shani Davis                                              | Chad Hedrick                                             | Sven Kramer                                              |
| 2006                                                                | Calgary                                                  | Shani Davis                                              | Enrico Fabris                                            | Sven Kramer                                              |
| 2007                                                                | Heerenveen                                               | Sven Kramer                                              | Enrico Fabris                                            | Carl Verheijen                                           |
| 2008                                                                | Berlín                                                   | Sven Kramer                                              | Håvard Bøkko                                             | Shani Davis                                              |
| 2009                                                                | Hamar                                                    | Sven Kramer                                              | Håvard Bøkko                                             | Enrico Fabris                                            |
| 2010                                                                | Heerenveen                                               | Sven Kramer                                              | Jonathan Kuck                                            | Håvard Bøkko                                             |
| 2011                                                                | Calgary                                                  | Ivan Skobrev                                             | Håvard Bøkko                                             | Jan Blokhuijsen                                          |
| 2012                                                                | Moskva                                                   | Sven Kramer                                              | Jan Blokhuijsen                                          | Koen Verweij                                             |
| 2013                                                                | Hamar                                                    | Sven Kramer                                              | Håvard Bøkko                                             | Bart Swings                                              |
| 2014                                                                | Heerenveen                                               | Koen Verweij                                             | Jan Blokhuijsen                                          | Denis Juskov                                             |
| 2015                                                                | Calgary                                                  | Sven Kramer                                              | Denis Juskov                                             | Sverre Lunde Pedersen                                    |
| 2016                                                                | Berlín                                                   | Sven Kramer                                              | Sverre Lunde Pedersen                                    | Jan Blokhuijsen                                          |
| 2017                                                                | Hamar                                                    | Sven Kramer                                              | Patrick Roest                                            | Jan Blokhuijsen                                          |
| 2018                                                                | Amsterdam                                                | Patrick Roest                                            | Sverre Lunde Pedersen                                    | Marcel Bosker                                            |
| 2019                                                                | Calgary                                                  | Patrick Roest                                            | Sverre Lunde Pedersen                                    | Sven Kramer                                              |
| 2020                                                                | Hamar                                                    | Patrick Roest                                            | Sverre Lunde Pedersen                                    | Seitaró Ičinohe                                          |
| Od roku 2021 se Mistrovství světa ve víceboji koná v sudých letech. |                                                          |                                                          |                                                          |                                                          |
| 2022                                                                | Hamar                                                    | Nils van der Poel                                        | Patrick Roest                                            | Bart Swings                                              |
| 2024                                                                | Inzell                                                   | Jordan Stolz                                             | Patrick Roest                                            | Hallgeir Engebråten                                      |

## Medailové pořadí závodníků
V tabulce jsou uvedeny pouze závodníci, kteří získali nejméně 2 zlaté medaile. V tabulce nejsou započítány neoficiální šampionáty z let 1889–1891, 1940 a 1946.
| Pořadí | Jméno                | Zlato | Stříbro | Bronz | Celkem |
| ------ | -------------------- | ----- | ------- | ----- | ------ |
| 1.     | Sven Kramer          | 9     | 0       | 3     | 12     |
| 2.     | Clas Thunberg        | 5     | 1       | 1     | 7      |
| 3.     | Oscar Mathisen       | 5     | 1       | 0     | 6      |
| 4.     | Ivar Ballangrud      | 4     | 4       | 3     | 11     |
| 5.     | Rintje Ritsma        | 4     | 2       | 3     | 9      |
| 6.     | Ard Schenk           | 3     | 2       | 2     | 7      |
| 7.     | Michael Staksrud     | 3     | 2       | 1     | 6      |
| 8.     | Oleg Gončarenko      | 3     | 2       | 0     | 5      |
| 8.     | Patrick Roest        | 3     | 2       | 0     | 5      |
| 10.    | Johann Olav Koss     | 3     | 1       | 1     | 5      |
| 11.    | Eric Heiden          | 3     | 1       | 0     | 4      |
| 12.    | Hjalmar Andersen     | 3     | 0       | 0     | 3      |
| 12.    | Jaap Eden            | 3     | 0       | 0     | 3      |
| 14.    | Ids Postma           | 2     | 4       | 1     | 7      |
| 15.    | Bernt Evensen        | 2     | 1       | 3     | 6      |
| 16.    | Shani Davis          | 2     | 1       | 1     | 4      |
| 17.    | Knut Johannesen      | 2     | 1       | 0     | 3      |
| 18.    | Kees Verkerk         | 2     | 0       | 3     | 5      |
| 19.    | Hilbert van der Duim | 2     | 0       | 2     | 4      |
| 20.    | Peder Østlund        | 2     | 0       | 0     | 2      |
| 20.    | Gianni Romme         | 2     | 0       | 0     | 2      |
| 20.    | Nikolaj Strunnikov   | 2     | 0       | 0     | 2      |
| 20.    | Hein Vergeer         | 2     | 0       | 0     | 2      |

## Medailové pořadí zemí
V tabulce nejsou započítány neoficiální šampionáty z let 1889–1891, 1940 a 1946.
| Pořadí | Země                | Zlato | Stříbro | Bronz | Celkem |
| ------ | ------------------- | ----- | ------- | ----- | ------ |
| 1.     | Nizozemsko          | 40    | 19      | 30    | 89     |
| 2.     | Norsko              | 36    | 35      | 31    | 102    |
| 3.     | Finsko              | 9     | 10      | 3     | 22     |
| 4.     | Sovětský svaz       | 8     | 13      | 10    | 31     |
| 5.     | USA                 | 7     | 5       | 5     | 17     |
| 6.     | Švédsko             | 4     | 3       | 6     | 13     |
| 7.     | Rusko               | 3     | 5       | 2     | 10     |
| 8.     | Itálie              | 1     | 3       | 3     | 7      |
| 9.     | Kanada              | 1     | 0       | 0     | 1      |
| 9.     | Maďarsko            | 1     | 0       | 0     | 1      |
| 11.    | Japonsko            | 0     | 2       | 2     | 4      |
| 12.    | Rakousko            | 0     | 1       | 2     | 3      |
| 13.    | Východní Německo    | 0     | 1       | 1     | 2      |
| 14.    | Francie             | 0     | 1       | 0     | 1      |
| 14.    | Lotyšsko            | 0     | 1       | 0     | 1      |
| 14.    | Spojené království  | 0     | 1       | 0     | 1      |
| 17.    | Belgie              | 0     | 0       | 3     | 3      |
| 18.    | Německo             | 0     | 0       | 1     | 1      |
| 19.    | nezávislý sportovec | 0     | 0       | 1     | 1      |
| —      | neuděleno           | 5     | 15      | 15    | 35     |